# Christian Skrzyposzek
Christian Skrzyposzek (* 1943 in Königshütte O/S; † 10. Mai 1999 in Berlin) war ein deutsch-polnischer Schriftsteller.

## Leben
Skrzyposzek kam während des Zweiten Weltkriegs als Sohn eines polnischen Vaters und einer deutschen Mutter in Schlesien zur Welt. Sein Vater wurde während des Krieges in ein Konzentrationslager verschleppt, aus dem er erst nach Beendigung des Krieges zur Familie zurückkehrte. Skrzyposzek ließ sich zunächst auf Wunsch des Vaters zum Pianisten ausbilden. Seine Leidenschaft für die Literatur setzte sich allerdings durch: Er studierte anschließend in Warschau Literaturwissenschaften und begann mit dem Schreiben von literaturkritischen Artikeln für verschiedene Literaturzeitschriften sowie mit der Veröffentlichung eines Fragmentes seines Romans Kabotyn, der allerdings nicht zu Ende veröffentlicht wurde. Sein erstes Theaterstück (Pat, 1969) wurde ebenfalls nicht aufgeführt. Infolge der Studentenunruhen im März 1968 erhielt Skrzyposzek als Oppositioneller im sozialistischen Polen 1968 Publikationsverbot, 1969 verließ er das Land. Nach Aufenthalten in Österreich, Schweden und der BRD nahm er 1971 seinen Wohnsitz in West-Berlin. 
1983 erschien in Berlin sein autobiografisch geprägter Roman Freie Tribüne in deutscher Übersetzung. Im gleichen Jahr erschien auch eine niederländische Übersetzung. Dieses regimekritische satirische Werk erschien im polnischen Original (Wolna Trybuna) 1986 ebenfalls in Berlin (Wydawnictwo Pogląd), aber erst 2003 in Polen (Warschau). An diesem Roman arbeitete Skrzyposzek seit 1969 zwölf Jahre lang. Kurz darauf erkrankte Skrzyposzek an einer Lähmung, die sukzessive zunahm und seine schriftstellerische Arbeit behinderte. 1996 erschien sein nächster autobiografisch geprägter Roman Mojra in Polen (Warschau). In ihm verarbeitet er seine Erfahrungen als Behinderter und erzählt von unerfüllter Liebe. 1999 schrieb er das Theaterstück Jak łza przy łzie. Als seine Erkrankung zunahm und sich sein körperlicher Zustand nach vielfachen Operationen verschlechterte, beendete er sein Leben durch Suizid. 2005 erschien sein Ende der 1970er Jahre fertiggestellter Roman Die Annonce in Berlin.

## Werke auf Deutsch
- Freie Tribüne oder das Buch der Randbemerkungen zur allpolnischen Integrationsbewegung der jungen sozialistischen Intelligenz. Rotbuch-Verlag, Berlin 1983, ISBN 3-88022-706-3.
- Die Annonce. Oberbaumverlag, Berlin/St. Petersburg 2005, ISBN 3-933314-94-1.